# Ropica subaffinis
Ropica subaffinis là một loài bọ cánh cứng trong họ Cerambycidae.